# 三波伸介の家族そろって三つの歌
『三波伸介の家族そろって三つの歌』（みなみしんすけのかぞくそろってみっつのうた）は、1974年4月2日から1975年9月まで日本テレビ系列局ほかで放送されていた日本テレビ製作の歌謡バラエティ番組である。放送時間は毎週火曜 19:30 - 20:00 （日本標準時）。

## 概要
日本各地の公民館・県民会館・市民会館などを会場にして行われていた公開番組で、一般人たちが家族単位で出場して持ち歌を披露していた。司会は三波伸介が務めていた。
1973年度までは20:00 - 21:25に編成されていたプロ野球ナイター中継が1974年4月に19:30 - 20:55へ移動したことから、シーズン中には放送休止になることが多かった。本番組以後、火曜19:30枠の番組はナイター中継の影響を受けるようになった。

## ネット局
| 放送対象地域   | 放送局           | 系列                                        | 備考                           |
| -------------- | ---------------- | ------------------------------------------- | ------------------------------ |
| 関東広域圏     | 日本テレビ       | 日本テレビ系列                              | 製作局                         |
| 北海道         | 札幌テレビ       | 日本テレビ系列                              |                                |
| 青森県         | 青森放送         | 日本テレビ系列 NETテレビ系列                | 1975年4月からクロスネット局    |
| 岩手県         | テレビ岩手       | 日本テレビ系列 NETテレビ系列                |                                |
| 宮城県         | 宮城テレビ       | 日本テレビ系列 NETテレビ系列                |                                |
| 秋田県         | 秋田放送         | 日本テレビ系列                              |                                |
| 山形県         | 山形放送         | 日本テレビ系列                              |                                |
| 福島県         | 福島中央テレビ   | 日本テレビ系列 NETテレビ系列                |                                |
| 新潟県         | 新潟総合テレビ   | 日本テレビ系列 フジテレビ系列 NETテレビ系列 | 現・NST新潟総合テレビ          |
| 長野県         | 信越放送         | TBS系列                                     |                                |
| 山梨県         | 山梨放送         | 日本テレビ系列                              |                                |
| 静岡県         | 静岡放送         | TBS系列                                     |                                |
| 富山県         | 北日本放送       | 日本テレビ系列                              |                                |
| 石川県         | 北陸放送         | TBS系列                                     |                                |
| 福井県         | 福井放送         | 日本テレビ系列                              |                                |
| 中京広域圏     | 中京テレビ       | 日本テレビ系列                              |                                |
| 近畿広域圏     | 読売テレビ       | 日本テレビ系列                              |                                |
| 鳥取県・島根県 | 日本海テレビ     | 日本テレビ系列                              |                                |
| 広島県         | 広島ホームテレビ | NETテレビ系列                               |                                |
| 山口県         | 山口放送         | 日本テレビ系列                              |                                |
| 徳島県         | 四国放送         | 日本テレビ系列                              |                                |
| 香川県         | 西日本放送       | 日本テレビ系列                              | 当時の放送対象地域は香川県のみ |
| 愛媛県         | 南海放送         | 日本テレビ系列                              |                                |
| 高知県         | 高知放送         | 日本テレビ系列                              |                                |
| 福岡県         | 福岡放送         | 日本テレビ系列                              |                                |
| 長崎県         | テレビ長崎       | 日本テレビ系列 フジテレビ系列               |                                |
| 熊本県         | テレビ熊本       | 日本テレビ系列 フジテレビ系列               |                                |
| 大分県         | 大分放送         | TBS系列                                     |                                |
| 宮崎県         | 宮崎放送         | TBS系列                                     |                                |
| 鹿児島県       | 南日本放送       | TBS系列                                     |                                |
| 沖縄県         | 琉球放送         | TBS系列                                     |                                |

### 備考
広島県では、当時広島テレビが日本テレビ系列とフジテレビ系列のクロスネット局で（当時はまだフジテレビ系列のテレビ新広島が開局していなかった）、火曜19:30枠がフジテレビとの同時ネット枠になっていた。そのため、NETテレビ系列である広島ホームテレビが番組のスポンサードネットによる同時ネットを行っていた。なお、次番組の『それは秘密です!!』からはテレビ新広島開局に伴う番組改編によって広島テレビで放送されることになった。
大分県・宮崎県・鹿児島県では、当時各県の日本テレビ系列局がフジテレビ系列とNETテレビ系列とのクロスネット局だった事による番組編成の都合やスポンサーセールスなどの諸事情から、各県のTBS系列局で放送されていた。